# Genkonversion
Unter Genkonversion versteht man einen nichtreziproken Austausch von DNA-Sequenzen. Während der Meiose kann es zwischen gleichen Abschnitten von Chromatiden durch zweimaliges Überkreuzen und jeweiliges Neuverknüpfen der Doppelstränge (crossing-over) zum reziproken Austausch von DNA kommen. Strang 1 bekommt das, was Strang 2 hatte und umgekehrt. Bei der Genkonversion ist dem allerdings nicht so (nichtreziproker Austausch), denn eine Sequenz wird auf den anderen Strang übertragen, jedoch nicht umgekehrt.
Es sind 2 Mechanismen dafür möglich:
1. per DNA-Heteroduplex:
Anstatt beider DNA-Stränge wird nur ein Strang gekreuzt und neu verknüpft, der andere jedoch geht verloren. Somit kommt es zum Strangverlust in der sogenannten Donorsequenz und zu Fehlpaarungen in der Akzeptorsequenz. Einzelstrangverluste und Fehlpaarungen werden dann durch zelleigene Reparaturmechanismen korrigiert. Beim Fehlpaarungsstrang können die Reparaturenzyme nicht zwischen Original und Kopie unterscheiden und schneiden möglicherweise das Original heraus und ergänzen die Kopie. Dieser Mechanismus ist in Säugetieren nachgewiesen worden.
Natürlich kann es auch passieren, dass es beiderseitig zu Fehlpaarungen kommt. Werden dann beide Male die „Originale“ ersetzt, so spricht man von einem aberranten (=irrtümlichen) 2:2 Verhältnis. Werden beide Male Kopien ersetzt, so gab es letztendlich keine Rekombination. Bei den beiden letzten Fällen würde man jedoch nicht von Genkonversion sprechen.
2. per cDNA-Intermediat:
Bei diesem Mechanismus wird eine Reverse Transkriptase benötigt. Diese kann eine (beliebige) mRNA in eine cDNA umschreiben. Die cDNA kann dann über homologes Crossing-over ins Genom integrieren und somit ähnliche Gene oder andere Genkopien angleichen. Diesen Weg hat man in der Bäcker-Hefe Saccharomyces cerevisiae entdeckt. Eine besondere Bedeutung bei diesem Mechanismus haben auch die transponiblen LINE-Elemente, die so z. B. Exons von einem Gen in ein anderes kopieren können (sogenanntes exon shuffling).

## Bedeutung
Genkonversion spielt für die Evolution von Genfamilien eine bedeutende Rolle. Sie ermöglicht eine konzertierte (gemeinsame) Evolution von paralogen Genen. Dies passiert, wenn die innerartliche Ähnlichkeit größer ist als die zwischenartliche. Beim cDNA-Mechanismus kann eine konzertierte Genevolution erfolgen, wenn die regulatorischen Bereiche nicht mitverdoppelt werden.
Natürlich ist Genkonversion somit auch ein Mechanismus zur DNA-Reparatur, der etwa bei Doppelstrangbrüchen Verwendung findet.